# Hạnh phúc ảo
Hạnh phúc ảo (tiếng Anh: The Seventh Day, chữ Hán: 最美麗的第七天) là một bộ phim tình cảm lãng mạn của TVB, Hồng Kông được phát hành vào tháng 2 năm 2008.
Sau thành công của bộ phim Tình yêu dưới vòm trời năm 2006, Kevin Trịnh Gia Dĩnh và Niki Châu Lệ Kì lại có dịp diễn xuất cùng nhau. Đây là lần thứ ba hai người đóng cùng nhau sau bộ phim Tiết tấu tình yêu năm 2004 và Tình yêu dưới vòm trời năm 2006. Cả ba bộ phim này đều được sản xuất bởi Amy Wong. Bộ phim này được quay ở Hồng Kông và Nhật Bản từ tháng 11 năm 2006 đến tháng 2 năm 2007.

## Tóm tắt
Du Chí Dĩnh (Kevin Trịnh Gia Dĩnh) và Hứa Hoài Nhân (Bosco Huỳnh Tông Trạch) cùng sinh vào ngày bảy tháng tám. Thế nhưng hai người, người thì chân thành với tình yêu, còn người thì chỉ coi trọng tiền bạc, xem tình yêu như bàn đạp để tiến thân.
Ngày bảy tháng 8 năm đó, Dĩnh và Nhân đã lần lượt gặp được người con gái trong cuộc đời mình.
Dĩnh là cứu hộ viên ở Đảo Ly, tình cờ quen được Lăng Gia Ân Niki (Niki Châu Lệ Kì) làm việc trong tiệm thú cưng, anh bị cuốn hút bởi vẻ hồn nhiên và sự nhiệt tình của cô.
Nhân làm việc ở tiệm cà phê, vì tưởng Vương Chỉ Quân Sasa (Natalie Đường Thi Vịnh) – tác giả truyện tranh tình yêu – là con nhà khá giả, nên ra sức theo đuổi cô. Cuối cùng, người luôn cho rằng mình tính toán khéo léo như anh đã bị rơi vào bẫy tình của Vương Chỉ Quân.

## Diễn viên

### Diễn viên chính
| Diễn diên                     | Nhân vật                       | Chi tiết                                                                                      |
| Kevin Trịnh Gia Dĩnh 鄭嘉穎   | Du Chí Dĩnh (Wing) 游志穎      | Đội trưởng đội cứu hộ Nhà thiết kế nội thất Người yêu và sau trở thành chồng của Lăng Gia Ân. |
| Niki Châu Lệ Kì 周麗淇        | Lăng Gia Ân (Yan) 凌加恩       | Chủ cửa hàng thú cưng Người yêu và sau trở thành vợ của Du Chí Dĩnh.                          |
| Bosco Huỳnh Tông Trạch 黃宗澤 | Hứa Hoài Nhân (Don Dum) 許懷仁 | Nhà kinh doanh Chồng của Vương Chỉ Quân                                                       |
| Natalie Đường Thi Vịnh 唐詩詠 | Vương Chỉ Quân (Sasa) 王芷君   | Tác giả viết truyện tranh Vợ của Hứa Hoài Nhân                                                |
| Elaine Diêu Tử Linh 姚子羚    | Dương Xảo Nhi (Jade) 楊巧兒    | Em họ của Lăng Gia Ân. Bạn thân và là đồng nghiệp của Vương Chỉ Quân.                         |
| Selena Lý Thi Vận 李詩韻      | Nguyễn Tịnh (Ching) 阮靜       | Bệnh nhân AIDS Bạn gái cũ của Du Chí Dĩnh.                                                    |
| Charmaine Lý Tư Hân 李思欣    | Vương Tuệ (Jessie) 王慧        | Bạn thân của Vương Chỉ Quân. Bạn gái cũ của Hứa Hoài Nhân.                                    |
| Eddie Lý Vũ Dương 李雨陽      | Lý Kiến Quốc (KK) 李建國       | Bạn thân và là đối tác kinh doanh của Hứa Hoài Nhân. Bạn trai của Julie.                      |
| Sam Trần Vũ Sâm 陳宇琛        | Thạch Gia Vinh (Dino) 石家榮   | Bạn thân và là đối tác kinh doanh của Hứa Hoài Nhân.                                          |
| Joel Trần Sơn Thông 陳山聰    | Mã Thiên Phúc (Martin) 馬天福  | Hướng dẫn viên du lịch Bạn thân và là đối tác kinh doanh của Hứa Hoài Nhân.                   |
| Lưu Đan 劉慶基                | Lăng Triệu Giai 凌兆佳         | Cố vấn an ninh của các tập đoàn lớn Bố của Lăng Gia Ân. Anh trai của Lăng Bảo Chi.            |
| Kiki Thương Thiên Nga 商天娥  | Lăng Bảo Chi 凌寶芝            | Mẹ của Dương Xảo Nhi. Cô của Lăng Gia Ân. Em gái của Lăng Triệu Giai.                         |
| Suki Từ Thục Mẫn 徐淑敏       | Hứa Mỹ Na (Ella) 許美娜        | Em gái của Hứa Hoài Nhân.                                                                     |

## Liên kết bên ngoài
1. Hạnh phúc ảo trên TVB Lưu trữ ngày 14 tháng 2 năm 2008 tại Wayback Machine
2. Website của Kevin Trịnh Gia Dĩnh ở Việt Nam Lưu trữ ngày 29 tháng 11 năm 2012 tại Wayback Machine